# Meana di Susa

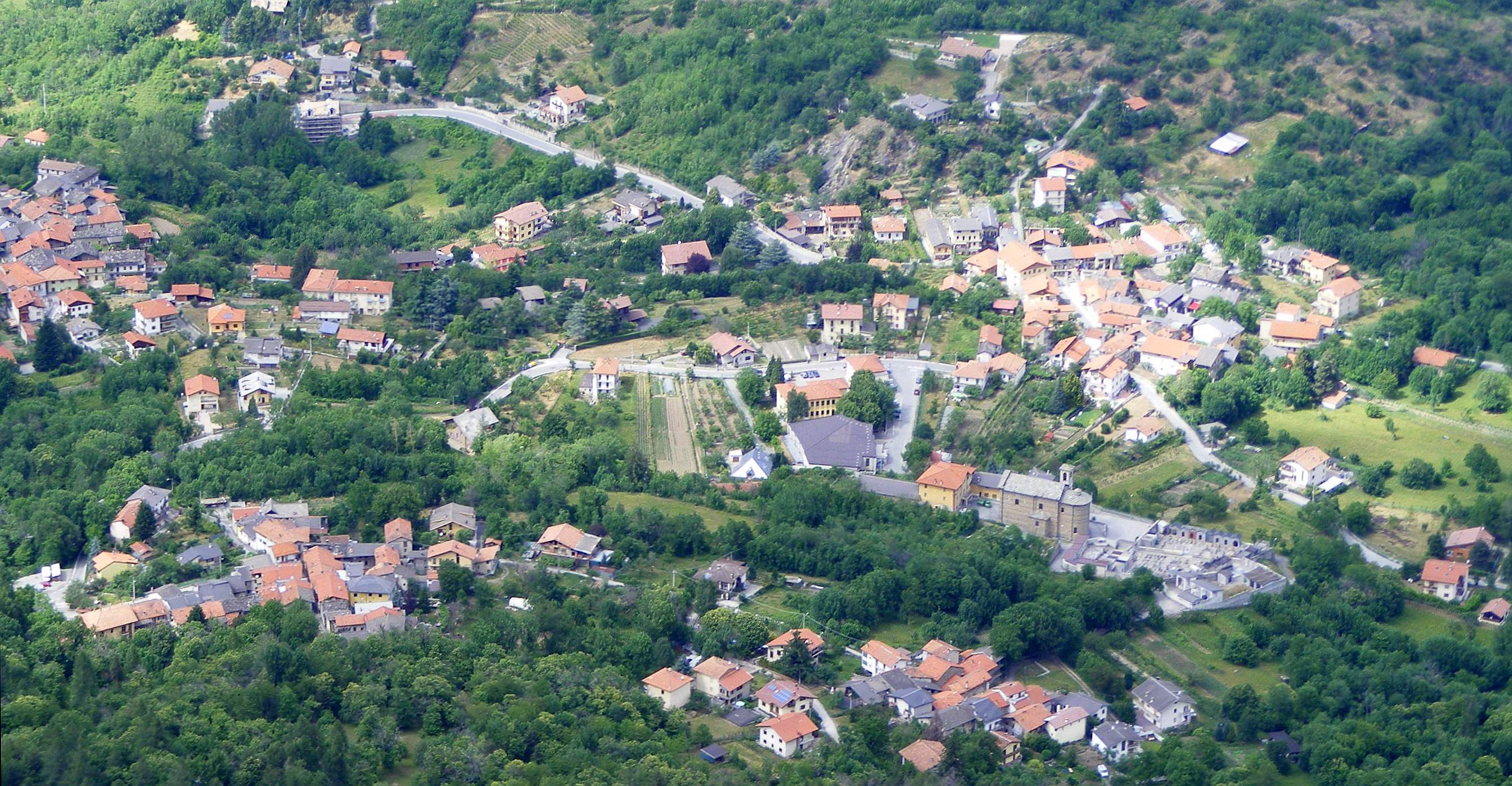
Panorama

Meana di Susa es una localidad y comune italiana de la provincia de Turín, región de Piamonte, con 914 habitantes. Está situado en el Valle de Susa, uno de los Valles arpitanos del Piamonte. Limita con los municipios de Fenestrelle, Gravere, Mattie, Susa y Usseaux.

## Evolución demográfica
| Gráfica de evolución demográfica de Meana di Susa entre 1861 y 2001 |
|                                                                     |
| Fuente ISTAT - elaboración gráfica de Wikipedia                     |

## Administración
| Periodo | Nombre                 | Partido      |
| ------- | ---------------------- | ------------ |
| 2004-   | Mario Virginio Perotto | Lista cívica |